# Kürbisweitwurf

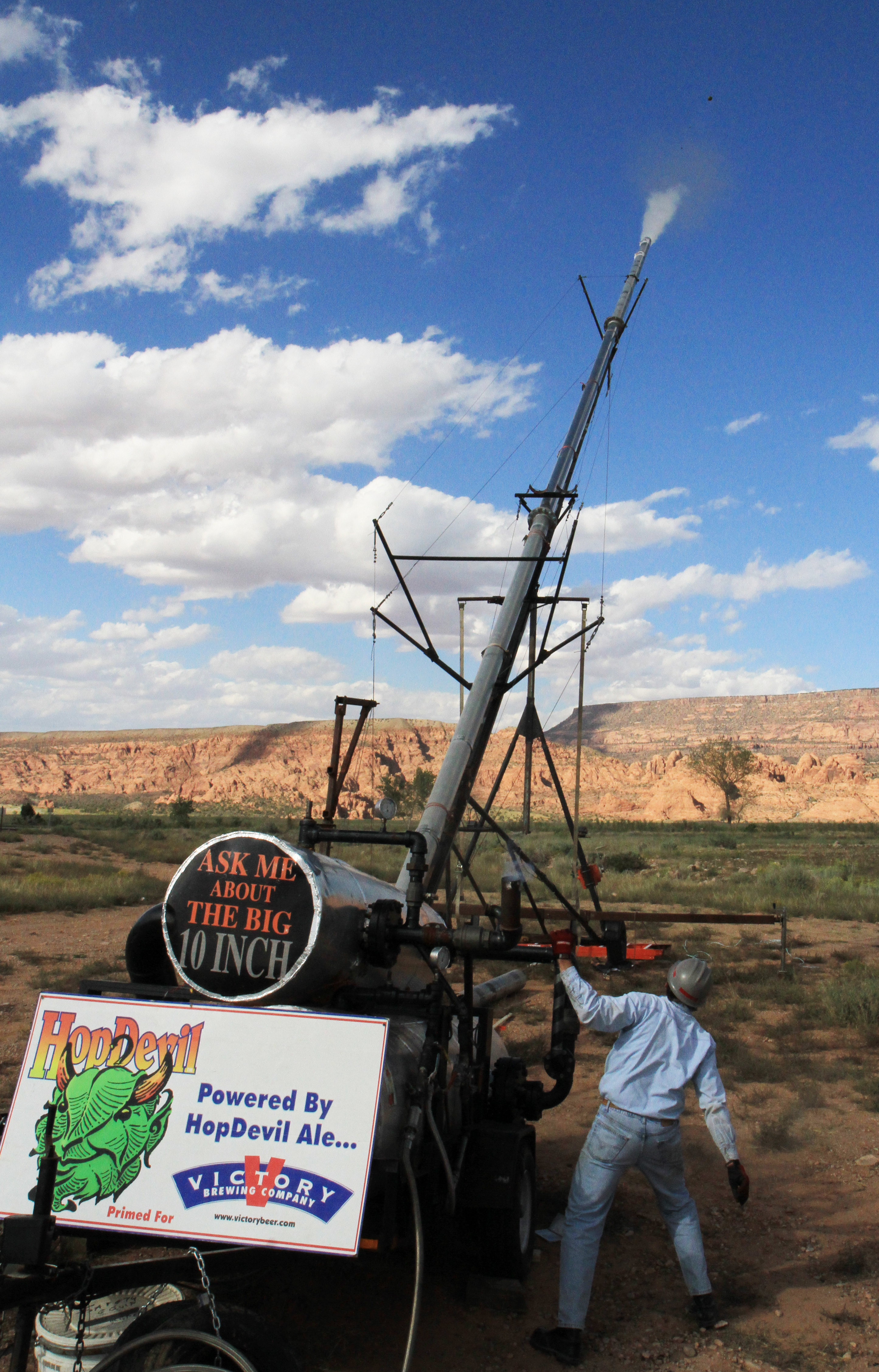
Kürbisweitwurfkanone

Kürbisweitwurf (eng. Pumpkin chunking) wird das Schleudern von Gemüse (meistens Kürbissen) durch mechanische Konstruktionen über große Weiten genannt und dient zur Unterhaltung. Die Maschinen, die ständig weiterentwickelt werden, sind unter anderem Schleudern, Katapulte und Luftdruckkanonen. Die erreichte Reichweite der Maschinen hängt größtenteils von ihrer Masse, Gestalt und Größe ab. Außerdem spielen die Elastizität, der Wurf und die Windgeschwindigkeit eine Rolle. Die am besten geeigneten Kürbisse sind besonders klein, regelmäßig und fest gewachsen. Sie werden als Kanonenkugel benutzt. Eine Regel besagt, dass der Kürbis komplett sein muss, während er das Gerät verlässt. Die Kürbisse werden speziell angebaut und sind nicht zum Essen geeignet. 

## Punkin' Chunkin'
„Punkin' Chunkin'“ ist eine in Millsboro, im Nordamerikanischen Bundesstaat Delaware, ausgetragene Weltmeisterschaft des Kürbis-Werfens, welche jährlich am ersten Wochenende nach Halloween stattfindet. Konkurrierende Mannschaften bauen und starten eine Vielfalt an Geräten, die Kürbisse schleudern. Es treten jeweils Mannschaften gleicher Maschinen gegeneinander an. Der bisher weiteste gemessene Wurf beträgt 1324,8 Meter und stammt von einer Luftdruckkanone. Ungefähr 100 Mannschaften (einschließlich der Jugendabteilungen) bewerben sich jährlich. 
Der Wettbewerb startete ursprünglich 1986. Obwohl die Kürbiskanonen normalerweise weiter schießen als andere Typen von Abschussvorrichtungen, ist jeder Typ für gewöhnlich jedes Jahr anwesend. Für jede Abschussvorrichtung wird der Beste von drei Schüssen, mit Blindgängern (punkin pie), die als 0 Meter zählen, gewertet. Es werden meistens weiße Kürbisse zum Schießen gewählt, da sie besser den Kräften des Starts widerstehen können, als die typischen orangefarbenen.
Der einzige Unfall, der bisher geschah, war eine durch einen Kürbis getroffene Ente.
Es gibt auch einen Unterhaltungsbereich für Zuschauer mit Nahrungsmittelverkäufern. Ortsansässige können mit ihren Lieblings-Kürbisrezepten im Kochwettstreit gegeneinander antreten.
Seit 2004 gibt es auch eine europäische Meisterschaft in Bikschote, Belgien. Die weiteste europäische Distanz beträgt 305 Meter. Es gibt außerdem auch noch andere, kleinere Wettbewerbe in den Vereinigten Staaten.